# Friedrich von Rauch (homme politique)
Ne doit pas être confondu avec Friedrich von Rauch (général).
Pour les articles homonymes, voir Rauch.
Friedrich Eduard Moriz "Fritz" von Rauch (né le 20 octobre 1823 à Heilbronn et mort le 11 août 1890 au Kohlhof (de) près de Heidelberg) est un industriel et homme politique wurtembergeois. À partir de 1849, il dirige la papeterie Frères Rauch, de 1871 à 1890, il est président de la Chambre de commerce et d'industrie d'Heilbronn (de). De 1875 à 1876, il est député de la chambre des députés des États de Wurtemberg (de).

## Biographie
Rauch est de confession protestante et est le fils du fabricant de papier Heilbronn Moriz von Rauch (de) et de sa femme Charlotte née Hauck, la fille d'un banquier de Francfort. Il a sept frères et sœurs.
De 1843 à 1846, il étudie à Bonn et à Berlin, rejoignant le Corps Borussia Bonn en 1843. Il travaille ensuite pendant un an et demi dans l'entreprise bancaire (maternelle) de son grand-père à Francfort-sur-le-Main et se rend également à Londres. En 1847, il rejoint la papeterie Frères Rauch, que son père a fondée avec son frère Adolf von Rauch. Après la mort de son père, il reprend la direction de l'usine avec son oncle en 1849.
Friedrich von Rauch est membre du conseil consultatif pendant 14 ans, plus récemment membre honoraire de l'Office central royal du commerce et du commerce à Stuttgart. En 1869, il fait partie des fondateurs de la Württembergische Vereinsbank (de). En 1855, il est cofondateur de la Chambre de commerce et d'industrie d'Heilbronn (de), en 1864 il en devient le vice-président et à partir de 1871 il en est le président, poste qu'il garde jusqu'à quelques mois avant sa mort en 1890.
Friedrich von Rauch, de sensibilité grande-allemande, ne fait pas partie du conseil municipal d'Heilbronn, il n'est élu qu'une seule fois en 1870 dans la commission des citoyens. Lorsque le titulaire du mandat Friedrich Eduard Mayer (de) décède dans la circonscription électorale de Heilbronn-Ville, il se présente sans adversaire lors de l'élection partielle nécessaire le 13 mai 1875 et est élu. En raison du nombre insuffisant de votants, l'élection doit être répétée le 19 mai. Il siège à la chambre des députés jusqu'à la fin de la législature en 1876.

## Famille
Friedrich von Rauch se marie le 9 janvier 1866 avec Anna Feyerabend (1839–1919), sœur aînée d'Adolf Feyerabend (de). Le mariage donne naissance à un fils, l'historien et archiviste de la ville d'Heilbronn Moriz von Rauch (de).

## Honneurs
Rauchstraße à Heilbronn porte le nom de la famille Rauch depuis 1900.